# مایکل هیلتنر
مایکل هیلتنر (انگلیسی: Michael Hiltner؛ زادهٔ ۷ مارس ۱۹۴۱) دوچرخه‌سوار اهل ایالات متحده آمریکا است.
وی در مسابقات کشوری و بین‌المللی در مجموع برندهٔ ۱ مدال نقره شده‌است.